# Église Notre-Dame de Nuaillé-sur-Boutonne
L'église Notre-Dame est une église de style roman saintongeais située à Nuaillé-sur-Boutonne en Saintonge, dans le département français de la Charente-Maritime en région Nouvelle-Aquitaine.

## Localisation
L'église est située dans le département français de la Charente-Maritime, sur la commune de Nuaillé-sur-Boutonne en Saintonge.

## Historique
L'église Notre-Dame fut construite en style roman au XIIe siècle.

## Protection
L'église Notre-Dame fait l'objet d'un classement au titre des monuments historiques depuis le 6 décembre 1984.

## Galerie de photos

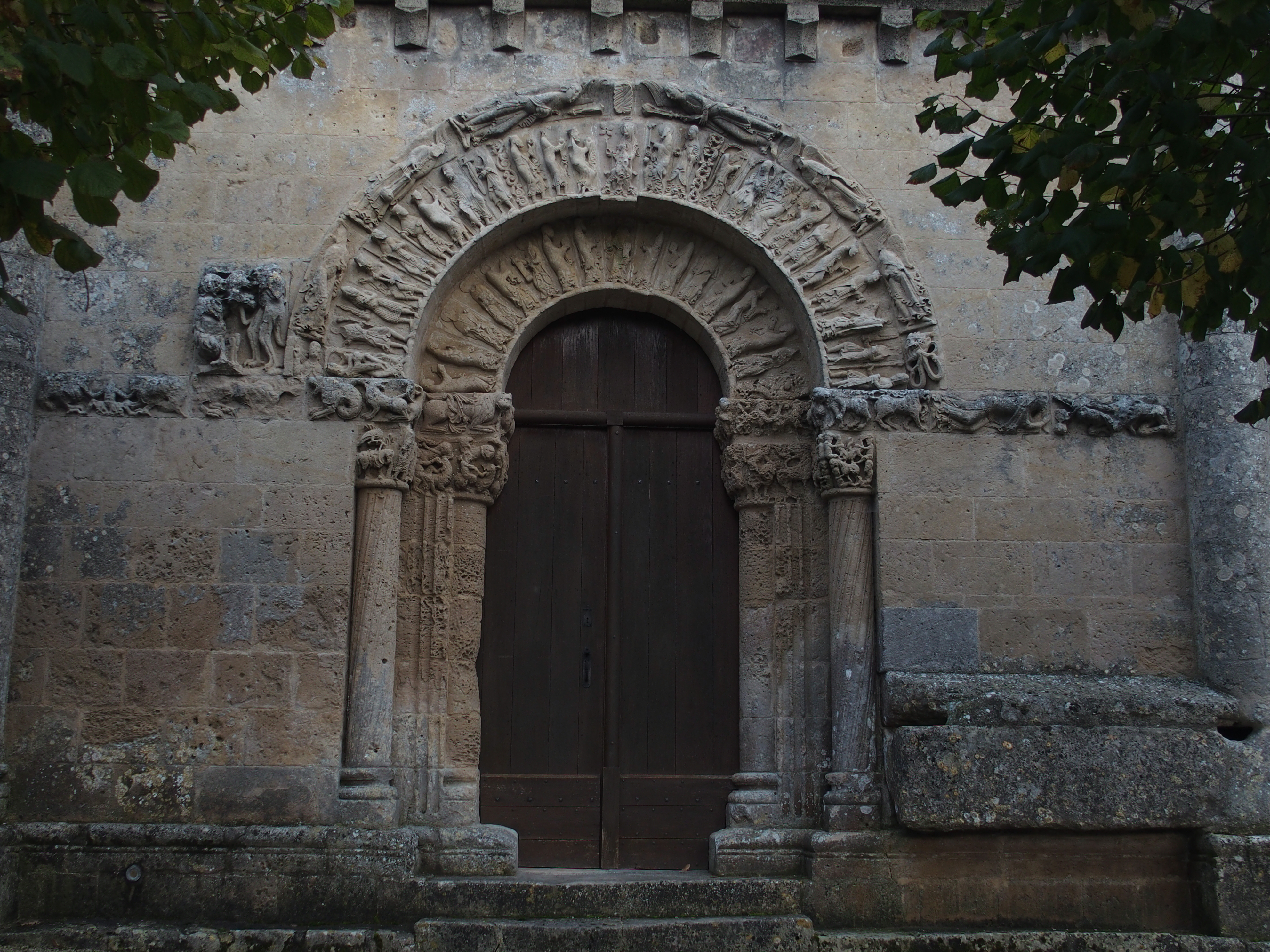
Portail.
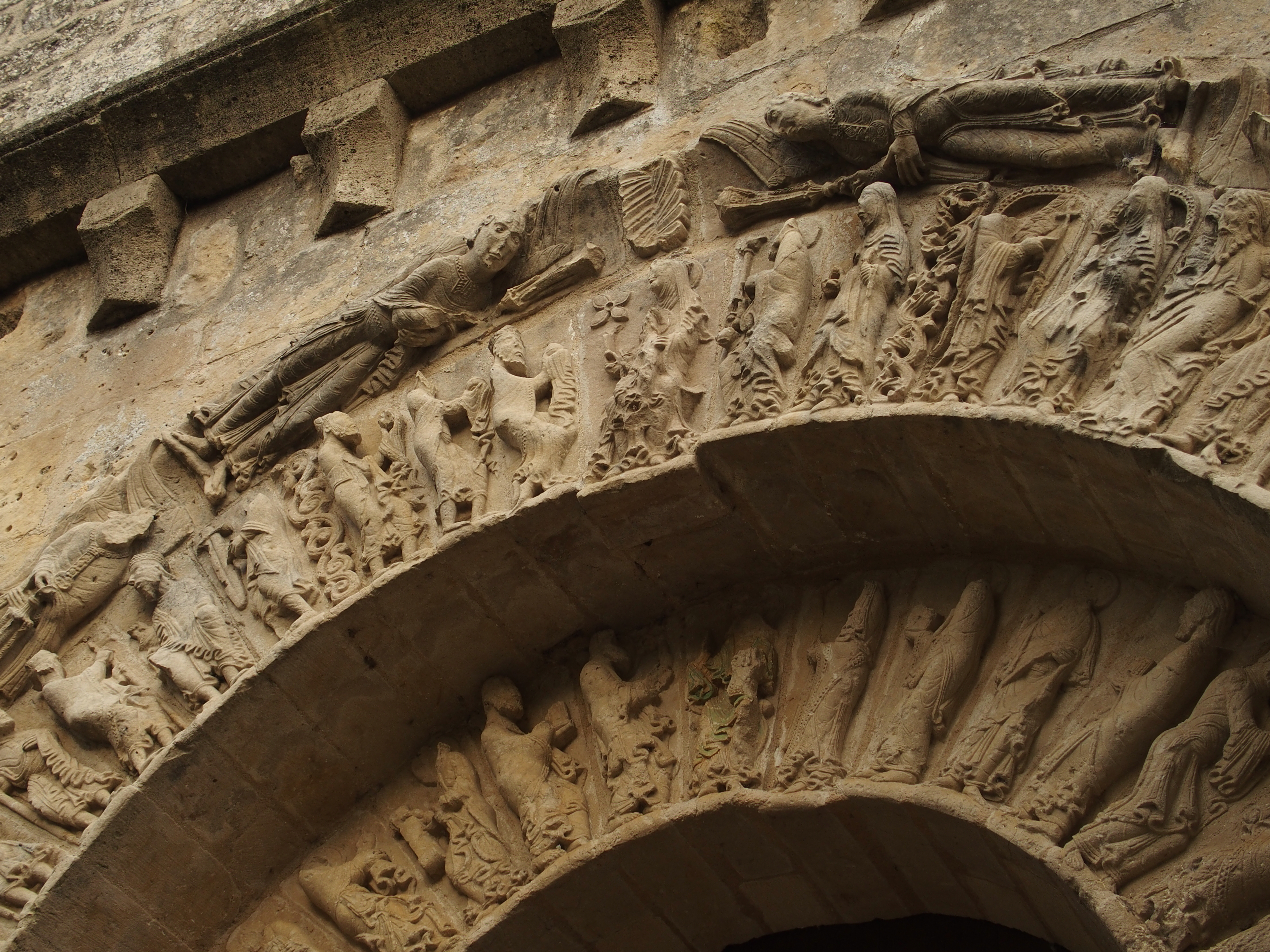
Détail du portail (gauche).
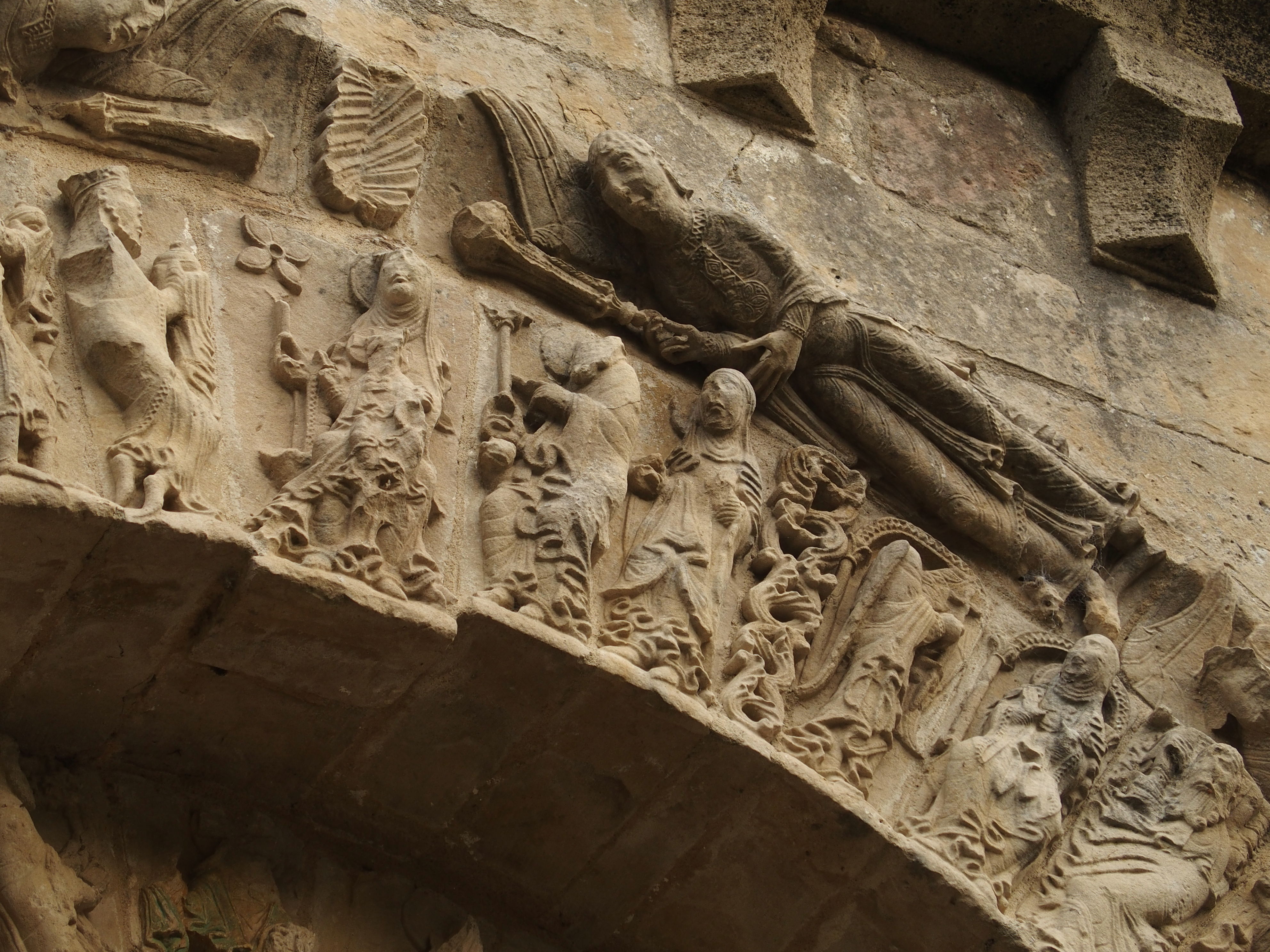
Détail du portail (droite).